# 丹·基爾迪
丹·基爾迪（Dan Kildee；1958年6月11日—）是美國的一位政治人物。自2013年開始，他是密歇根州第5選舉區選出的美國眾議院議員。他的黨籍是民主黨。他的父親也是一位眾議院議員。